# Željko Ljubenović
Željko Ljubenović (in serbo Жeљкo Љубeнoвић?; Belgrado, 9 luglio 1981) è un ex calciatore serbo, di ruolo centrocampista.